# エコールソフトウェア
株式会社エコールソフトウェア (Ecole Software Corp.) はアーケードゲームやコンシューマーゲームなどを開発・販売、ボーカル教室の運営を手がけている日本の企業。

## 概要
通称「エコール」。創業者、代表取締役は真鍋賢行。
本社は設立当初大阪市港区にあったが、池田市、尼崎市への移転を経て、現在は兵庫県西宮市にある。
ゲーム業界参入以前は、CAD関連のソフトウェアを開発していた。1995年11月22日発売の『ぱっぱらぱおーん』でゲーム業界に参入。2作目となるガンシューティング『デスクリムゾン』で、良くも悪くも一躍有名になる（理由は『デスクリムゾン』の項目を参照)。
他には、知感パズル『ムサピィのチョコマーカー』が一部のパズルファンに高評価を得る。また、自社名エコールの名義の他、ギャルゲー用ブランドのレインディアや、ゲイゲーム用ブランドのギズモがある。また、PC用同人ゲームとして話題になった『MELTY BLOOD』のアーケード移植版『MELTY BLOOD Act Cadenza』（メルティブラッド アクト カデンツァ）の移植を担当し、アーケードにおいて同社初の大ヒット作品となった。それ以降、その路線へシフトしつつある。
2013年からはボーカル教室「ボーカル教室FUN」の運営も行っている。なおボーカル教室の運営では利益を得ていない。

## 沿革
- 1989年（平成元年）3月31日 - 法人設立[1]。
- 2016年（平成28年）2月1日 - 本社を西宮市弓場町から同市南昭和町へ移転[5]。
- 2016年（平成28年）4月11日 - 有限会社レインディアを吸収合併[5]。

## 主なゲーム

### エコールソフトウェア
- 1995年 - ぱっぱらぱおーん（セガサターン）
- 1996年 - デスクリムゾン（セガサターン）
- 1998年 - せがた三四郎_真剣遊戯（セガサターン、販売はセガ）
- 1999年 - デスクリムゾン2 -メラニートの祭壇-（ドリームキャスト）
- 2000年 - デスクリムゾンOX（アーケード / NAOMI）
- 2001年 - デスクリムゾンOX（ドリームキャスト）
- 2001年 - デスクリムゾンOX 北米版（北米版ドリームキャスト）
- 2002年 - ムサピィのチョコマーカー（アーケード / NAOMI）
- 2002年 - ムサピィのチョコマーカー（ドリームキャスト）
- 2003年 - デスクリムゾンOX＋（PS2）
- 2005年 - MELTY BLOOD act cadenza（アーケード / NAOMI）
- 2007年 - MELTY BLOOD Act Cadenza Ver.B（Microsoft Windows）
- 2007年 - アルカナハート（PS2版、販売はAQインタラクティブ）
- 2008年 - MELTY BLOOD Actress Again（アーケード / NAOMI）
- 2009年 -  すっごい!アルカナハート2（PS2版、販売はAQインタラクティブ）
- 2009年 -  MELTY BLOOD Actress Again (PS2)
- 2010年 -  MELTY BLOOD Actress Again Current Code（アーケード / RINGWIDE）
- 2012年 -  UNDER NIGHT IN-BIRTH（アーケード / RINGEDGE）
- 2014年 - 電撃文庫 FIGHTING CLIMAX（アーケード・PS3・PS Vita版。フランスパンとの共同開発。販売元はセガ）
- 2015年 - 電撃文庫 FIGHTING CLIMAX IGNITION（アーケード・PS3・PS4・PS Vita版。共同開発や販売元は同上）

### レインディア
- 1998年 - ドリーム・ジェネレーション 〜恋か? 仕事か!?…〜（セガサターン / PlayStation）
（販売元はメサイヤ）
- 2003年 - Blue-Sky-Blue【s】 -空を舞う翼-（ドリームキャスト）
- 2004年 - うたう♪タンブリング・ダイス（ドリームキャスト）
- 2004年 - うたう♪タンブリング・ダイス 〜私たち3人、あ・げ・る〜（PlayStation 2）
（上記3作品は、Emuの同名PC用ゲームからの移植）
- 「ドリーム・ジェネレーション」は有限会社レインディアの名義で、そのほかはエコール内のブランドという名義である。

### ギズモ
- 2003年 - Cox-Bax（Windows 98 / Me / 2000 / XP）